# Alexandre Karvovski
 (juin 2011).
Si vous disposez d'ouvrages ou d'articles de référence ou si vous connaissez des sites web de qualité traitant du thème abordé ici, merci de compléter l'article en donnant les références utiles à sa vérifiabilité et en les liant à la section « Notes et références ».
Alexandre Karvovski (en russe : Александр Карвовский, né en 1933 à Paris d'un père russe et mort à Moscou en août 2004) est un poète, écrivain et traducteur franco-russe.

## Biographie
Fils d’Aker Karvovski, artiste peintre, il vit en France jusqu’à l’âge de 22 ans. Bachelier, il tente l’examen d’entrée à l’école d'architecture de Paris, dépendant à l’époque de L'École des beaux-arts.
En 1952, il opte pour la citoyenneté soviétique et, en 1955, il gagne l’URSS avec sa sœur et ses parents. Il y effectue son service militaire, puis intègre l’École d’Architecture de Moscou dont il sort diplômé en 1963. Cependant, il renonce peu à peu au métier d’architecte pour se consacrer à la traduction poétique et littéraire. En 30 années d’activité dans ce domaine, il a traduit en français la plupart des poètes russes et soviétiques, de Lomonossov à Pouchkine en passant par Lermontov, Blok, Akhmatova et Maïakovski, sans oublier les poètes contemporains notoires.
Poète bilingue, il écrit ses poèmes en français et en russe, à mi-chemin de la recherche d’avant-garde telle qu’elle est pratiquée en France et la tradition soviétique d’une poésie aux préoccupations civiques et sociales avérées.
À partir des mot-à-mot russe, il a traduit également les classiques (Saiyid Imad-ad-din Nassimi, Khāqānī Shīrvānī…) et les modernes du Moyen-Orient soviétique pour la revue en langue française de Moscou “Lettres Soviétiques”, pour les éditions Radouga, notamment Усвятские шлемоносцы (Les Ousviates sous le casque, nouvelle d’Evguéni Nossov, traduction en collaboration avec Colette Stoïanov, Ragouda, Moscou 1984), Quiconque me trouvera du poète et romancier géorgien Otar Tchiladzé (Ragouda, Moscou 1987), le vigoureux roman La Forêt Génitrice de l’eurasien Kim (L.S. 1989), de Mikhaïl Boulgakov la pièce Адам и Ева (Adam et Ève, L.S. 1990) et le récit Собачье сердце (Cœur de chien, L.S. 89 et Ragouda 1990).
Il meurt tragiquement dans un accident de la route, sa voiture est percutée par un conducteur et ses passagers ivres en 2004.

## Œuvres
(novembre 2018).

### Textes divers
- Traduire la poésie, in Lettres soviétiques : 264/1980) Moscou.
- Akar, (brève évocation de la vie et de l'œuvre de son père) in Lettres soviétiques : 282/1982 Moscou.
- Danaé, (Une interprétation moderne du mythe antique), diffusé sur France Culture, 1993.
- L'Oiseau Bleu Veronica Bostanjoglo, bilingue russe et français, in Catalogue du peintre V. Bostanjoglo. éd. GART Moscou 1994.
- Les Saisons, texte pour un spectacle poésie/musique sur l'œuvre célèbre de P. Tchaïkovski. Créé en 1998 au Festival Les Jardins Musicaux de Neuchâtel (Suisse) Version russe présentée sur Radio Orphée en 1996. Donnée en concert en 2000 à Moscou.
- Alexandre Karvovski, « Lettre de Russie », dans Le Chemin des Livres, Thonon-les-Bains, Alidades, 2000.

### Poèmes français
- Sud : 60/1985 et 87/88 1990, Marseille.
- Journal des Poètes : 6/7/1985 ; 5/1990 ; 2/3/1991 ; 7/1993 ; 3/1997, Bruxelles.
- Nota Bene : 23/24 1988/89 Paris.
- Puits Nomade : 1/1992 ; 2/1993 ; 3/1993, Cairn-Éditions, Privas.
- Revue des Belles-Lettres : 1/1992 Genève.
- Revue de l’AICL : 38/1992, Paris.
- Envol : 429/1993 ; 512/2001, Privas.
- L'Arbre à plumes : 2/1993, Arbre.
- Maison Atrides & Cie : 33.187bis déc.1993 Arras-Lyon.
- Le Spantole : 380/1997, Thuin.
- Bleu d'encre : 2/1999 Dréhance.
- Autre Sud : 2/1999 ;12/2001, Marseille.
- L'autre moi : 104/1999, Amay.
- Le Chalut “23” : année 2000, Liège.
- Intrait d'Union : 31/2001, Paris.

Mention Poésie de recherche au Concours Poésie sur Seine 1999 pour le poème Très-petit, mis en musique par M. Y. Bellacq, directeur du Conservatoire de musique de Saint-Cloud.

### Plaquettes et livres
- Liberté Chérie. (Poèmes), Cairn-Éditions, 1992 Privas.
- La Cité rétro, (Utopie souvenir), Cairn-Éditions, 1993 Privas.
- Anachroniques 1, “Poèmes moralisants, imprécatoires mais actuels”, 170 p. Éd. Prométhée, 1993, Moscou.
- Anachroniques 2. “Vers libres et naturistes”, 108 p. Éd. Prométhée, 1993 Moscou.
- La Forêt russe, русский лес, (poèmes en français et en russe) ouvrage bilingue aux éd. Alidades, 2000, Thonon-les-Bains.

### Poèmes russes
- пробы путешествия и друое (recueil de poèmes), 168 p. Éd. Prométhée, 1992, Moscou.
- Alfa-Oméga i obratno (recueil de poèmes), 90 p. Éd. Prométhée, 1993, Moscou.
- Nevostrebovannoié 1 et 2. “Manuscrit à l'ordinateur”, 1997 Moscou.
- Bucolica 93, “Neuf églogues”. Éd. Musée Sidur cahier, 62/2000 Moscou, in Revue Iounost, 1/1992 Moscou ; in Revue Tchernovik,-12/1993 ; 14/1999, Moscou.